# L'avventura del mostruoso blob
L'avventura del mostruoso blob (The Blob That Ate Everyone) è il cinquantacinquesimo libro della serie Piccoli brividi dell'autore statunitense Robert Lawrence Stine.

## Trama
La storia parla di un ragazzino appassionato della scrittura horror, Zackie Beauchamp, che con Alex Iarocci, una sua amica, entra di nascosto in un negozio distrutto pochi giorni prima da un fulmine; lì viene investito da una strana scossa azzurra, ma subito dopo trova una vecchia macchina da scrivere. In quel momento giunge la proprietaria, una signora afroamericana, che però decide di regalargliela assieme ad una vecchia stilografica. Presto i due si accorgono che la macchina per scrivere sembra avere strani poteri, ciò che viene scritto si avvera: i loro sospetti cadono però quando un amico di Zack, Adam Levin, scrive della presenza di un blob, una creatura dei racconti del protagonista, nella cantina della casa di quest'ultimo. I due scendono a controllare ma non trovano nulla, credono quindi che sia stata tutta una coincidenza. Ma Zack, il giorno seguente scrive un racconto terrificante con la macchina: un blob si aggira per la città e divora Adam e due poliziotti e tutto si avvera!
Alex si reca a casa sua un attimo prima che il blob sfondasse la porta e si dirigesse verso la camera di Zack, il quale cerca di scrivere, dapprima con la macchina, e poi con la stilografica, che il blob non è mai esistito e che tutti stanno bene, ma il mostro divora entrambi gli oggetti. Proprio mentre tutto sembra perduto, Zack si ricorda della strana scossa presa all'entrata nel negozio, e capisce che è stata essa a dargli il potere di far avverare ciò che dice, pensa o scrive. Pensa quindi che il mostro non è mai esistito e che tutti stanno bene: il blob scompare per sempre ed Adam e i poliziotti tornano a vivere. Nel finale, però, si scopre che tutto era in realtà il racconto del blob rosa che, improvvisatosi scrittore, espone il suo racconto "L'attacco degli umani" ad un altro blob verde, che è entusiasta del racconto ma, deluso per il "finale triste", chiede al blob rosa di riscrivere il finale, ovvero di far sì che il blob divori tutti.

## Personaggi
- Zackie Beauchamp: il protagonista della storia aspirante scrittore. Nell'episodio televisivo è doppiato da Monica Bonetto.
- Alex Iarocci: la migliore amica di Zackie, sua lettrice. Nell'episodio televisivo è doppiata da Patrizia Scianca.
- Adam Levin: lo scettico e arrogante amico di Zackie. Nell'episodio televisivo è doppiato da Patrizia Mottola.
- Mrs. Carter: la signora afroamericana che regala a Zackie la macchina da scrivere. Nell'episodio televisivo è doppiata da Cinzia Massironi.
- Mr. Beauchamp: il padre di Zackie. Nell'episodio televisivo è doppiato da Giorgio Bonino.
- Emmy Bell: sorella gemella di Annie, è un'amica di Adam. Nell'episodio televisivo è assente.
- Annie Bell: sorella gemella di Emmy, è un'amica di Adam. Nell'episodio televisivo è assente.

## Episodio TV
Di questo romanzo è stato tratto anche un episodio, chiamato però "Il mostro informe", che rispecchia quasi del tutto la trama del racconto salvo alcune differenze: 
- Nel racconto non appare un blob ma appunto un "mostro informe" che è molto più piccolo rispetto ad un blob.
- I personaggi di Emmy e Annie Bell, due pestifere gemelle amiche di Adam, sono assenti nell'episodio televisivo, dove sono state sostituite con due ragazzi sconosciuti che appaiono brevemente.
- Zackie scopre il blob mentre si sta recando ad un minimarket nel libro. Nell'episodio televisivo, invece, scopre il mostro informe in un negozio di videocassette.
- Nell'episodio televisivo il mostro informe divora solo Adam a differenza del libro dove divora anche due poliziotti.
- La scena finale presente nel libro, dove avviene un breve dialogo tra i due blob, è stata omessa nell'episodio televisivo.

## Edizioni
- R. L. Stine, L'avventura del mostruoso blob, traduzione di Cristina Scalabrini, collana Piccoli brividi, Arnoldo Mondadori Editore, 1999,  p. 142, ISBN 88-04-46677-4.